# ルネ・ガルシア・プレヴァル
ルネ・ガルシア・プレヴァル（René Garcia Préval, 1943年1月17日 - 2017年3月3日）はハイチの政治家。元大統領（第38、40代）。

## 経歴・人物
ポルトープランス出身。ベルギーのジョンブルー大学の農学部卒。プレヴァルは1963年にフランソワ・デュヴァリエ独裁政権下で命を狙われ家族とともに亡命を強いられた。
ルネの父も農学者であり、デュヴァリエの前任者のポール・マグロワール将軍の政権で農業相を務めた。その経歴上デュヴァリエ政権の反対者となり、彼はベルギー領コンゴの国連機関で働くようになり、そこに家族を集めた。
ニューヨークのブルックリンでウエイターをして5年間過ごした後、プレヴァルは国立鉱物資源研究所に職を得てハイチに戻った。そして数年後彼はポルトープランスに共同で出資してパン屋を開いた。開業と同時に彼は政治的サークルや慈善活動にも携わった。その中でサレジオ会司祭のジャン＝ベルトラン・アリスティドの孤児院にもパンを提供し、彼とも親しくなった。
1991年にアリスティドが民主的な選挙を経て大統領となると、プレヴァルはその首相（2月13日 - 10月11日）を務めるようになったが、9月30日の軍事クーデターを受け再び亡命した。
1996年、プレヴァルは選挙で88%の得票率で大統領に選出された。1996年の就任式により、プレヴァルはハイチの200年の歴史で2人目の民主的に選ばれた国家元首となった。2001年にはハイチで初の自然に任期満了した大統領になった。大統領としてプレヴァルは幾つかの経済改革を行った。その中で知られているのは国営企業の民営化だが、それはIMFを含む外部の圧力を受けたものだという指摘もある。失業率は（依然として極めて高水準ではあったが）その任期の終わりにはデュバリエ政権崩壊以後で最低となった。この失業率の低下傾向はアリスティドが2004年にクーデターで逐われるまで続いた。
また大統領として彼は軍と警察による人権侵害を調査し裁判にかけることを強く支援した。
2006年のハイチ大統領選挙でプレヴァルは再び希望戦線の候補となった。選挙戦で彼はラヴァラから距離を置きレスポワ（訳すと「希望戦線」）の候補となった。「米国とフランスとカナダの強要の結果として、国連軍が暴力と抑圧の作戦を行っている」と非難しているアリスティドやラヴァラの多くの支持者とは対照的に、プレヴァルは国連軍の存在を支持し「必要な限り滞在すべきだ」と発言した。1月29日に長期間の拘束から一時的に解放されたジェラール・ジャン＝ジュストは2月7日にプレヴァルへの支持を表明していた。
2月9日時点の開票結果ではプレヴァルは61%の得票だったが、後の開票結果では49.1%に下落し、第二次投票が必至と思われた。その後不法に投棄された投票用紙が発見されるなどして、数日間プレヴァルの支持者がポルトープランス含む各地で抗議のデモを行った。2月14日プレヴァルは投票の集計に不正があったと主張し、彼が第一次投票の完全な勝者であることを宣言するように求めた。2月16日選挙管理委員会は「白票を集計から除外することでプレヴァルが51.15%で第一次投票で勝利した」と宣言した。プレヴァルはハイチの貧困層の多数から支持を受けた。
2017年3月3日、ポルトープランスの自宅で74歳で死去。

## 大統領職
- 1期目：1996年2月7日 - 2001年2月7日
- 2期目：2006年5月14日 - 2011年5月14日